# Jill Craybas

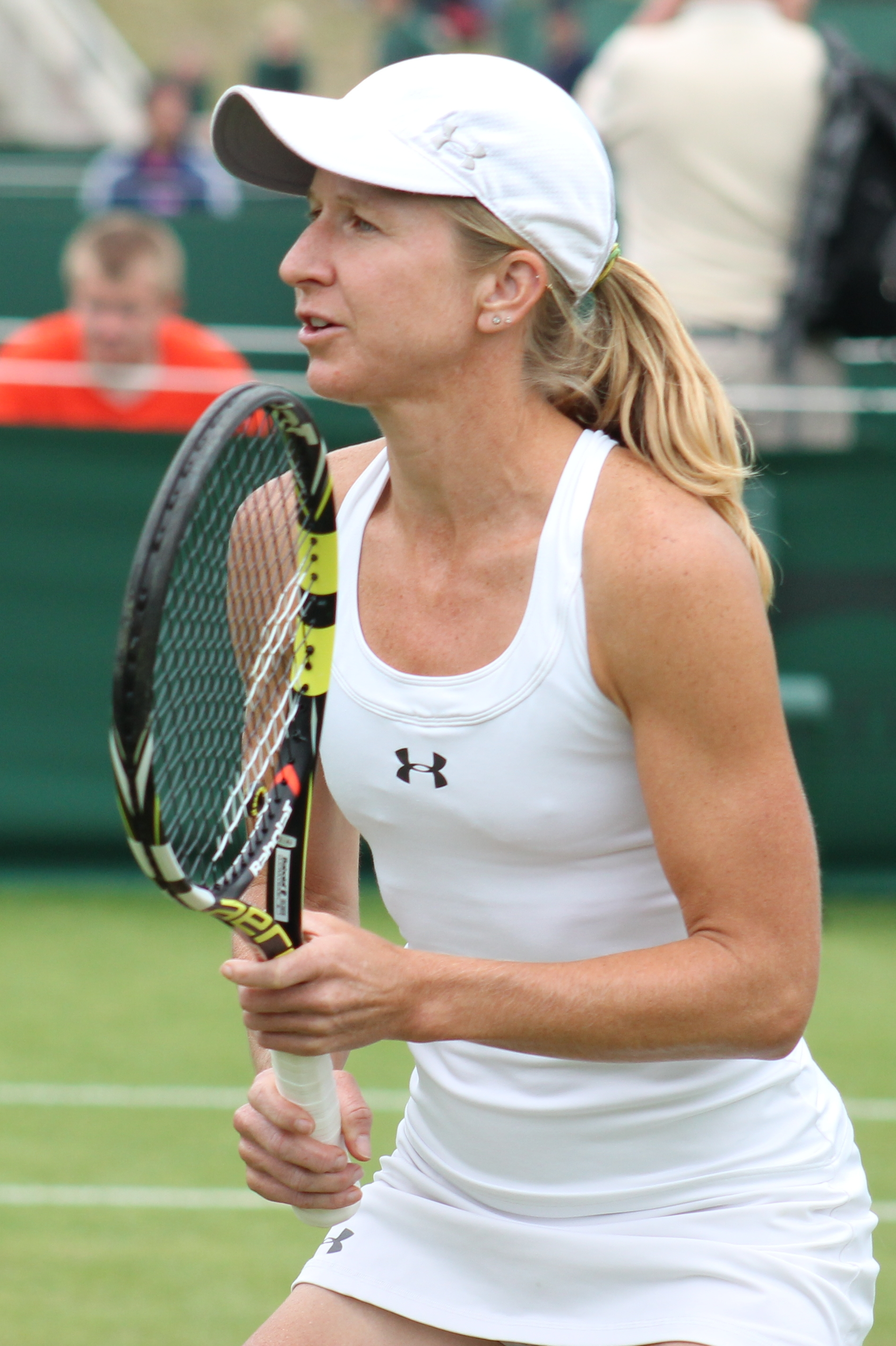
Jill Craybas.

Jill Craybas (Providence, Rhode Island, 4 de juliol de 1974) és una tennista professional estatunidenca retirada.
En el seu palmarès hi ha un títol individual i cinc de dobles femenins en el circuit WTA. Va arribar al 39è i al 41è lloc dels rànquings respectius. Va disputar 45 torneigs de Grand Slam entre els anys 2000 i 2011, tot i que mai va aconseguir classificar-se pels quarts de final en categoria individual.
Es va retirar del tennis l'any 2013.

## Biografia
Filla de Camille i Norbert Craybas, té dos germans anomenats Matt i Jody.
Es va titular en telecomunicacions per la Universitat de Florida l'any 1996. Va formar part del seu equip de tennis Florida Gators participant en les competicions de la National Collegiate Athletic Association (NCAA) i la Southeastern Conference (SEC) entre els anys 1993 i 1996. En el darrer any fou campiona individual de la NCAA, sent guardonada amb el premi Honda Sports Award de tennis i entrant al saló de la fama atlètic de la universitat l'any 2008 en reconeixement dels seus mèrits esportius.
Es va casar amb Raja Chaudhuri, el seu entrenador de tennis durant tota la seva carrera.
Després de la seva retirada va fundar una empresa de xocolata.

## Palmarès

### Individual: 2 (1−1)
| Llegenda                     |
| ---------------------------- |
| Grand Slam (0−0)             |
| WTA Tour Championships (0−0) |
| Tier I (0−0)                 |
| Tier II (0−0)                |
| Tier III (1−0)               |
| Tier IV (0−1)                |
| Tier V (0−0)                 |

| Títols per superfície |
| --------------------- |
| Dura (1−1)            |
| Gespa (0−0)           |
| Terra batuda (0−0)    |

| Resultat   | Núm. | Data                 | Torneig            | Superfície | Oponent             | Marcador         |
| ---------- | ---- | -------------------- | ------------------ | ---------- | ------------------- | ---------------- |
| Guanyadora | 1.   | 6 d'octubre de 2002  | Tòquio, Japó       | Dura       | Silvija Talaja      | 2−6, 6−4, 6−4    |
| Finalista  | 1.   | 10 de febrer de 2008 | Pattaya, Tailàndia | Dura       | Agnieszka Radwańska | 2−6, 6−1, 6−7(4) |

### Dobles femenins: 14 (5−9)
| Abans de 2009                | Després de 2009         |
| ---------------------------- | ----------------------- |
| Grand Slam (0−0)             |                         |
| WTA Tour Championships (0−0) |                         |
| Tier I (0−0)                 | Premier Mandatory (0−0) |
| Tier II (0−0)                | Premier 5 (0−0)         |
| Tier III (4−5)               | Premier (0−0)           |
| Tier IV i V (0−3)            | International (1−1)     |

| Títols per superfície |
| --------------------- |
| Dura (2−6)            |
| Gespa (0−1)           |
| Terra batuda (3−2)    |

| Resultat   | Núm. | Data                   | Torneig                  | Superfície   | Parella             | Oponents                                 | Marcador            |
| ---------- | ---- | ---------------------- | ------------------------ | ------------ | ------------------- | ---------------------------------------- | ------------------- |
| Guanyadora | 1.   | 19 de maig de 2003     | Madrid, Espanya          | Terra batuda | Liezel Huber        | Rita Grande Angelique Widjaja            | 6−4, 7−6(6)         |
| Guanyadora | 2.   | 22 d'agost de 2004     | Cincinnati, Estats Units | Dura         | Marlene Weingärtner | Emmanuelle Gagliardi Anna-Lena Grönefeld | 7−5, 7−6(2)         |
| Finalista  | 1.   | 31 d'octubre de 2004   | Luxemburg, Luxemburg     | Dura         | Marlene Weingärtner | V. Ruano Pascual Paola Suárez            | 1−6, 7−6(1), 3−6    |
| Finalista  | 2.   | 2 d'octubre de 2005    | Seül, Corea del Sud      | Dura         | Natalie Grandin     | Chan Yung-jan Chuang Chia-jung           | 2−6, 4−6            |
| Finalista  | 3.   | 13 de gener de 2006    | Hobart, Austràlia        | Dura         | Jelena Kostanić     | Émilie Loit Nicole Pratt                 | 2−6, 1−6            |
| Finalista  | 4.   | 18 de juny de 2006     | Birmingham, Regne Unit   | Gespa        | Liezel Huber        | Jelena Janković Li Na                    | 2−6, 4−6            |
| Finalista  | 5.   | 5 de novembre de 2006  | Quebec, Canadà           | Dura         | Alina Jidkova       | Carly Gullickson Laura Granville         | 3−6, 4−6            |
| Finalista  | 6.   | 16 de setembre de 2007 | Bali, Indonèsia          | Dura         | Natalie Grandin     | Ji Chunmei Sun Shengnan                  | 3−6, 2−6            |
| Finalista  | 7.   | 4 de maig de 2008      | Praga, Txèquia           | Terra batuda | Michaëlla Krajicek  | Andrea Hlaváčková Lucie Hradecká         | 6−1, 3−6, [6−10]    |
| Guanyadora | 3.   | 24 de maig de 2008     | Istanbul, Turquia        | Terra batuda | Olga Govortsova     | Marina Erakovic Polona Hercog            | 6−1, 6−2            |
| Guanyadora | 4.   | 5 d'octubre de 2008    | Tòquio, Japó             | Dura         | Marina Erakovic     | Ayumi Morita Aiko Nakamura               | 4−6, 7−5, [10−6]    |
| Finalista  | 8.   | 2 de novembre de 2008  | Quebec (2)               | Dura         | Tamarine Tanasugarn | Anna-Lena Grönefeld Vania King           | 6−7(3), 4−6         |
| Finalista  | 9.   | 18 de juliol de 2010   | Palerm, Itàlia           | Terra batuda | Julia Görges        | Alberta Brianti Sara Errani              | 4−6, 1−6            |
| Guanyadora | 5.   | 17 de juny de 2012     | Bad Gastein, Àustria     | Terra batuda | Julia Görges        | Anna-Lena Grönefeld Petra Martić         | 6−7(4), 6−4, [11−9] |

## Trajectòria

### Individual
| Torneig | 1996 | 1997        | 1998        | 1999        | 2000 | 2001        | 2002        | 2003        | 2004 | 2005        | 2006        | 2007        | 2008 | 2009        | 2010        | 2011        | 2012 | Títols | V − D   |
| --- | ---- | ----------- | ----------- | ----------- | ---- | ----------- | ----------- | ----------- | ---- | ----------- | ----------- | ----------- | ---- | ----------- | ----------- | ----------- | ---- | ------ | ------- |
| Open d'Austràlia | A    | A           | A           | 1R          | Q    | 1R          | 2R          | 1R          | 3R   | 1R          | 1R          | 1R          | 2R   | 1R          | 1R          | 2R          | Q    | 0 / 12 | 11 – 12 |
| Roland Garros | A    | A           | A           | Q           | A    | 2R          | 1R          | 1R          | 1R   | 1R          | 1R          | 2R          | 1R   | 2R          | 2R          | 2R          | A    | 0 / 11 | 5 – 11  |
| Wimbledon | A    | A           | A           | Q           | Q    | 1R          | 2R          | 1R          | 2R   | 4R          | 1R          | 1R          | 1R   | 2R          | 1R          | 1R          | Q    | 0 / 11 | 6 – 11  |
| US Open | 1R   | A           | 1R          | 1R          | 1R   | 1R          | 1R          | 1R          | 2R   | 2R          | 2R          | 1R          | 1R   | 2R          | 1R          | 1R          | A    | 0 / 15 | 10 – 15 |
| Jocs Olímpics | A    | No celebrat | No celebrat | No celebrat | A    | No celebrat | No celebrat | No celebrat | A    | No celebrat | No celebrat | No celebrat | 1R   | No celebrat | No celebrat | No celebrat | A    | 0 / 1  | 0 – 1   |
| Rànquing a final d'any | –    | –           | 151         | 175         | 150  | 93          | 57          | 98          | 59   | 47          | 73          | 81          | 66   | 77          | 98          | 147         | 188  |        |         |
| Llegenda: G: Guanyadora; F: Finalista; SF: Semifinalista; QF: Quarts de final; Q: Qualificació; A: Absent; RR: Round Robin |      |             |             |             |      |             |             |             |      |             |             |             |      |             |             |             |      |        |         |

### Dobles femenins
| Torneig | 1998 | 1999 | 2000 | 2001 | 2002 | 2003 | 2004 | 2005 | 2006 | 2007 | 2008 | 2009 | 2010 | 2011 | 2012 | 2013 | Títols | V − D  |
| --- | ---- | ---- | ---- | ---- | ---- | ---- | ---- | ---- | ---- | ---- | ---- | ---- | ---- | ---- | ---- | ---- | ------ | ------ |
| Open d'Austràlia | A    | A    | A    | A    | A    | A    | 1R   | 1R   | 2R   | 2R   | 1R   | 1R   | 1R   | 2R   | 2R   | 2R   | 0 / 10 | 5 – 10 |
| Roland Garros | A    | A    | A    | A    | A    | A    | QF   | 1R   | 1R   | 1R   | 1R   | 2R   | 1R   | 1R   | A    | 1R   | 0 / 9  | 4 – 9  |
| Wimbledon | A    | A    | A    | A    | A    | 2R   | 1R   | 1R   | 1R   | 3R   | 1R   | 1R   | 1R   | 1R   | 1R   | A    | 0 / 10 | 3 – 10 |
| US Open | 1R   | A    | A    | A    | A    | 1R   | 2R   | 2R   | 2R   | 1R   | 1R   | 1R   | 1R   | A    | 2R   | 2R   | 0 / 11 | 5 – 11 |
| Rànquing a final d'any | 683  | 683  | 389  | 215  | 682  | 84   | 57   | 115  | 67   | 74   | 45   | 91   | 67   | 127  | 83   | –    |        |        |
| Llegenda: G: Guanyadora; F: Finalista; SF: Semifinalista; QF: Quarts de final; Q: Qualificació; A: Absent; RR: Round Robin |      |      |      |      |      |      |      |      |      |      |      |      |      |      |      |      |        |        |

### Dobles mixts
| Open d'Austràlia | A  | A  | A  | A  | A  | A  | 0 / 0 | 0 – 0 |
| Roland Garros | A  | A  | A  | A  | A  | A  | 0 / 0 | 0 – 0 |
| Wimbledon | A  | 2R | A  | 2R | 1R | A  | 0 / 3 | 2 – 3 |
| US Open | 1R | 1R | 1R | SF | 2R | 1R | 0 / 6 | 4 – 6 |
| Llegenda: G: Guanyadora; F: Finalista; SF: Semifinalista; QF: Quarts de final; Q: Qualificació; A: Absent; RR: Round Robin |    |    |    |    |    |    |       |       |